# Badstof

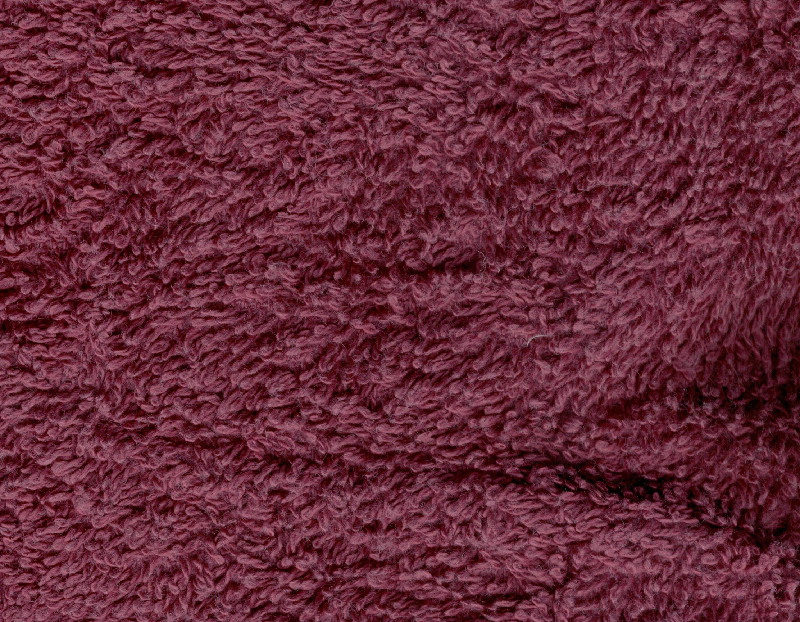
Badstof

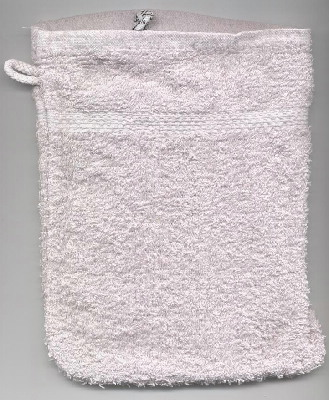
Washandje

Badstof is een katoenen weefsel, waarbij kettingdraden tot lussen zijn gevormd. Dit weefsel wordt geweven op een speciale machine met twee kettingen. De ene ketting vormt de ondergrond van de badstof en  de tweede ketting de lussen. Deze lussenketting wordt als de lus gevormd moet worden (meestal na elke tweede inslag) met een instelbare overmaat aan lengte toegevoerd, waardoor het garen in een lusvorm gaat staan.
Frotté is een badstof die geweven wordt uit effectgarens waarin al lussen zitten. Het speciale toevoermechanisme is hier niet nodig.
Dit soort weefsel kan door de lussen veel vocht opnemen (mits van grondstof gemaakt die goed vocht opneemt, zoals katoen), zodat het uitermate geschikt is om hiervan handdoeken, washandjes en badjassen te maken. Er wordt ook strandkleding gemaakt van badstof.
Het verhaal gaat, dat badstof toevallig zou zijn ontdekt als gevolg van een productiefout in een weverij. Dit is echter niet waarschijnlijk vanwege het speciale toevoermechanisme dat nodig is voor de productie ervan.

## Afbeeldingen

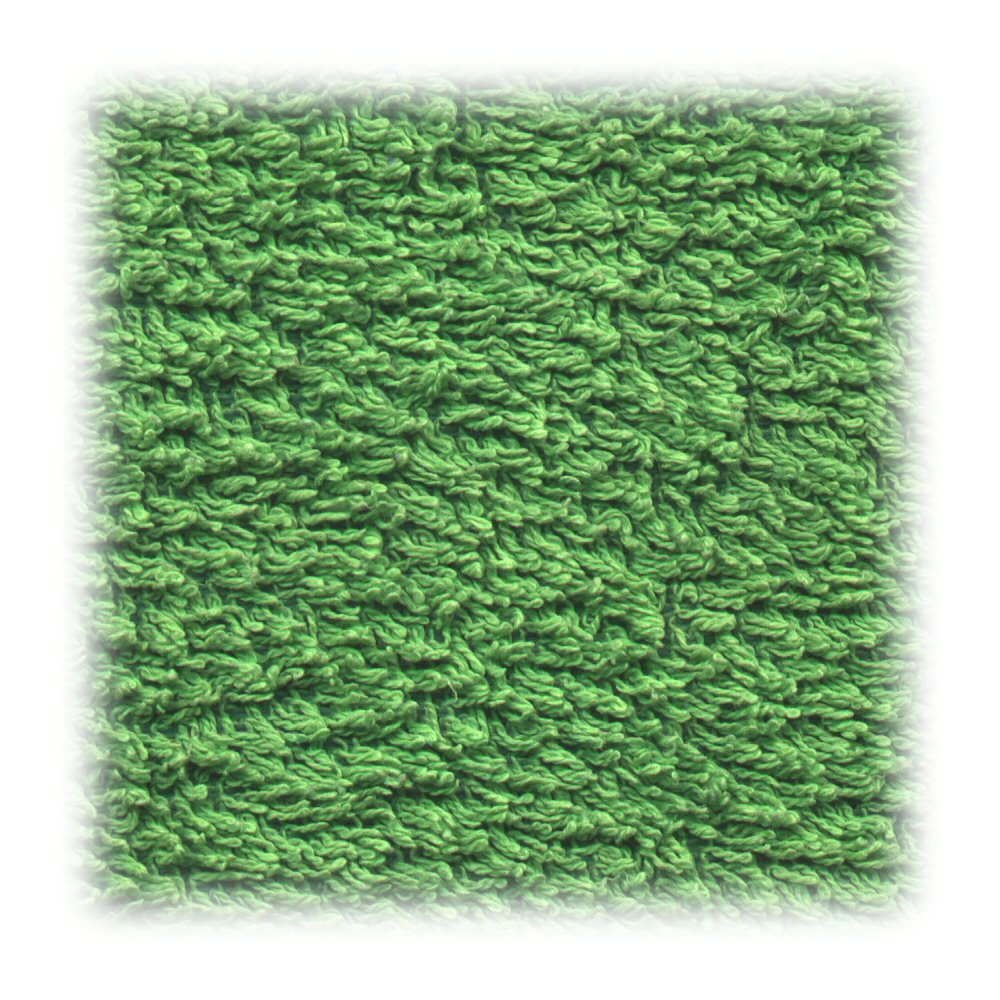
De structuur van badstof
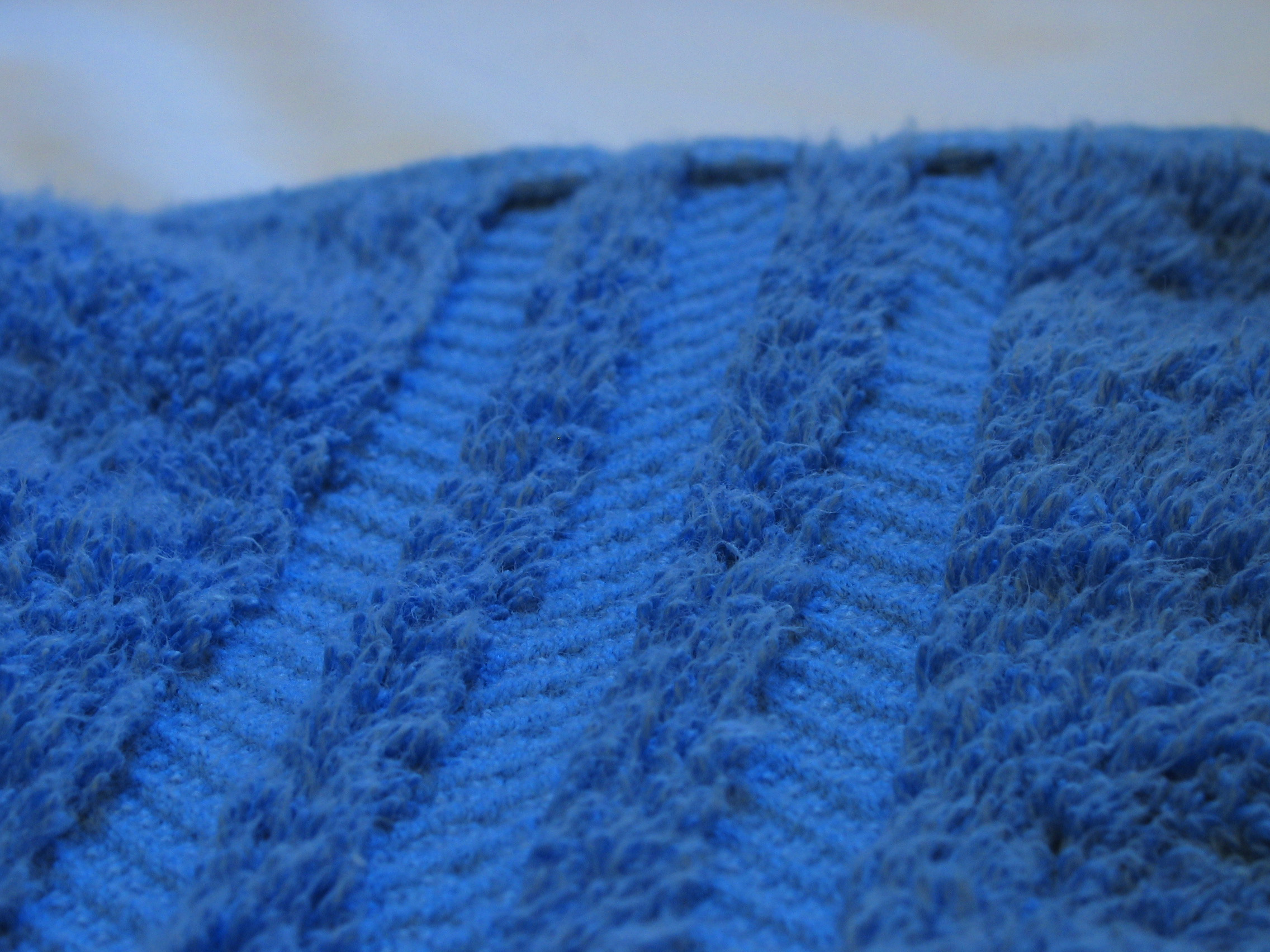
Close-up
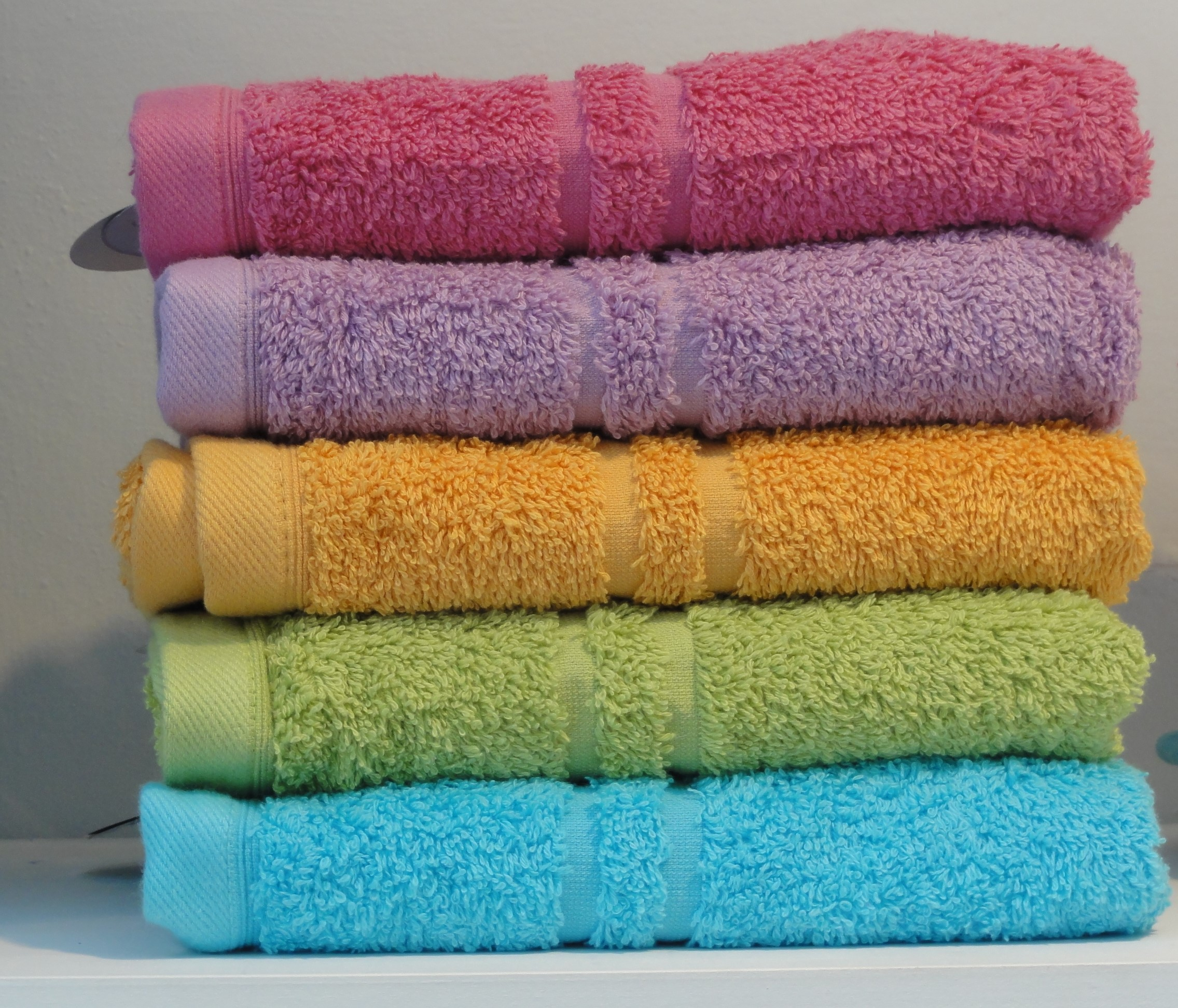
Handdoeken